# Kleb Basket Ferrara
Il Kleb Basket Ferrara è stata una squadra di pallacanestro della città di Ferrara. Il 3 marzo 2023, a stagione in corso, si è ritirato ufficialmente dal campionato di Serie A2 per mancanza di fondi.

## Storia
La società nasce come Pallacanestro Ferrara 2011 nell'estate appunto del 2011, sostituendo il Basket Club Ferrara, che aveva nel frattempo ceduto i diritti di partecipare alla Legadue alla Biancoblù Basket Bologna. Il club parte dalla Divisione Nazionale B, rilevando la Vis 2008 Ferrara ed acquisendo il titolo dalla Pallacanestro Budrio.
Nella sua prima stagione conquista il primo posto nel girone B di Divisione Nazionale B e, vincendo i play-off contro Corno di Rosazzo, viene promossa in Divisione Nazionale A. All'esordio nella terza divisione del campionato italiano conquista la salvezza, vincendo i play-out contro San Severo. Durante l'estate la Pallacanestro Ferrara avvia la collaborazione con alcune società estensi, tra cui la SPAL, cambiando i propri colori sociali, che passano dal bianco-verde al bianco-azzurro. Con l'approdo in Divisione Nazionale A Silver la Mobyt di Bulgarelli compone una squadra che si dimostra essere all'altezza del campionato, soprattutto grazie all'arrivo dei due americani Milton Jennings e Julius Mays. Nella stagione 2014-2015, dopo un brutto avvio consumatosi con l'esonero dell'ex allenatore Adriano Furlani, la squadra, con l'arrivo di Alberto Martelossi, compie una decisa inversione di tendenza, attestandosi costantemente ai primi posti della classifica, grazie soprattutto al talento dell'americano Kenny Hasbrouck. Chiude la stagione al secondo posto, a due punti dalla capolista De' Longhi Treviso, conquistando così l'accesso ai play-off per la promozione nella massima serie. Avversaria dei biancazzurri è la Pallacanestro Trieste, che elimina in tre gare la compagine del coach Alberto Martelossi. Le stagioni 2015/2016 e seguente sono complicate dal punto di vista dei risultati: nell'estate 2015 coach Alberto Morea ritorna sulla panchina della Bondi Ferrara. Il roster è rivoluzionato rispetto alla stagione precedente, gli stranieri sono Erik Rush, Matias Ibarra, Ryan Bucci ed Esian Henderson, fra le stelle c'è David Brkic. Alla fine sarà 11º posto nel girone Est del torneo di Serie A2. La stagione seguente sarà 12º posto, con il successo finale sul campo di Ancona contro Recanati che significa matematica salvezza per la squadra guidata da coach Adriano Furlani e capitanata da Riccardo Cortese. L'estate 2017 vede il cambio di nominativo della società del patron Fabio Bulgarelli, che diventa Kleb Basket Ferrara. I biancazzurri, guidati da coach Andrea Bonacina e trascinati dal califfo Mike Hall, centrano il 7º posto alla chiusura della regular season, che significa play-off contro Scafati. La post season dei biancazzurri comincia male in terra campana, Scafati vince le prime due gare, ma i biancazzurri pareggiano la serie davanti al proprio pubblico, giocandosi tutto in gara 5. Il gruppo del coach Bonacina ritornerà a Scafati per una gara dal non domani, alla fine è impresa vera: Ferrara vince e centra la semifinale contro Treviso, che chiuderà i conti in tre gare. Per la Bondi Ferrara resta un'annata d'oro. Tommaso Fantoni e Alessandro Panni diventano due bandiere del gruppo estense, che disputa una complicata prima parte dell'annata 2018/2019: coach Andrea Bonacina viene esonerato dopo il ko sul campo di Piacenza (fine gennaio 2019), al suo posto arriva coach Spiro Leka che, compiendo un'impresa vera, porta la squadra dall'ultimo posto della classifica ad un passo dai play-off. Spiro Leka, sotto la presidenza di Francesco D'Auria, ottiene buonissimi risultati pure nell'annata 2019/2020, quando solamente la pandemia da covid blocca all'inizio del mese di marzo 2020 una cavalcata importante. Il campionato 2020/2021 vede un gruppo sempre più solido, con Kenny Hasbrouck e A.J. Pacher punte di diamante del roster sempre guidato da Leka, assistito da Marco Carretto e Nando Maione. I play-off sono l'obiettivo minimo, prontamente raggiunto dai biancazzurri, che affrontano nel primo turno Treviglio, ribaltando la serie da 0-2 a 3-2, con successo in gara 5 in terra lombarda. In semifinale è sfida ai limiti del proibitivo contro Napoli, che poi sarà promossa. I biancazzurri mettono i campani in difficoltà in gara 2 al PalaBarbuto, ma non basta, restano gli applausi per un'altra annata da non dimenticare. La stagione 2021/2022 vede la conferma di A.J. Pacher e non solo. Arriva DeMario Mayfield a dare man forte ad un gruppo che, oltre al COVID-19, è costretto a convivere con numerosi infortuni più o meno lunghi come tempi di recupero. Ad avvio della stagione l'obiettivo è fare meglio dell'anno passato: i play-off sono conquistati dopo 30 gare giocate. Con il successo sul campo di Treviglio, i biancazzurri chiudono al 5º posto della classifica ed affrontano l'Assigeco Piacenza nei quarti di finale. La Top Secret centra solamente un successo, in gara 2 a Piacenza, il resto lo fa l'Assigeco, che chiude la serie sul 3-1. Per il Kleb è finita la stagione. L'annata 2022/2023 vede una profonda rivoluzione all'interno del gruppo guidato da coach Spiro Leka. Dopo cinque stagioni cambiano casacca le bandiere Alessandro Panni e Tommaso Fantoni, approdano in biancazzurro gli stranieri Andy Cleaves II e Andrew Smith e, dopo diverse stagioni, Ferrara riabbraccia Alessandro Amici, ala reduce dall'ottima stagione a Chieti. Il Kleb Basket viene inserito nel girone rosso della Serie A2. A pochi giorni dall'inizio del campionato, il presidente Francesco D'Auria fa un passo indietro complici motivi di salute e passa la guida del club al fin lì vice presidente Marco Miozzi. La squadra inizia la stagione lottando per ottenere un piazzamento play-off, ma intorno a metà gennaio il personale riceve le prime comunicazioni di difficoltà economiche da parte del club. Il 1º marzo 2023, a campionato ancora in corso, con la squadra piazzata in quel momento al 9º posto del girone rosso, la dirigenza comunica allo staff il ritiro dal campionato per mancanza di fondi. Due giorni più tardi, la FIP ufficializza la rinuncia da parte del Kleb, annullando al tempo stesso l'omologazione di tutte le partite disputate dalla squadra nell'arco del campionato.

## Roster 2022-2023
Aggiornato al 31 agosto 2022
| Kleb Basket Ferrara 2022-2023 | Kleb Basket Ferrara 2022-2023 |
| Giocatori                     | Staff tecnico                 |
| ----------------------------- | ----------------------------- |

| N. | Naz.                                         | Ruolo | Nome               | Anno | Alt.   | Peso   |  |
| -- | -------------------------------------------- | ----- | ------------------ | ---- | ------ | ------ |  |
| 0  | Italia (bandiera)                            | GA    | Simone Bellan      | 1996 | 196 cm | 92 kg  |  |
| 3  | Italia (bandiera)                            | A     | Carlo Buriani      | 2004 | 188 cm | 75 kg  |  |
| 8  | Stati Uniti (bandiera)                       | G     | Andy Cleaves II    | 1996 | 188 cm | 82 kg  |  |
| 10 | Italia (bandiera)                            | PG    | Maurizio Tassone   | 1990 | 192 cm | 92 kg  |  |
| 11 | Stati Uniti (bandiera) · Lettonia (bandiera) | C     | Andrew Smith       | 1992 | 206 cm | 100 kg |  |
| 12 | Italia (bandiera)                            | C     | Luca Campani       | 1990 | 208 cm | 93 kg  |  |
| 14 | Italia (bandiera)                            | P     | Gianmarco Bertetti | 2001 | 177 cm | 71 kg  |  |
| 19 | Italia (bandiera)                            | C     | Samuele Valente    | 2003 | 210 cm | 105 kg |  |
| 21 | Serbia (bandiera)                            | A     | Mihajlo Jerkovic   | 1999 | 204 cm | 95 kg  |  |
| 22 | Italia (bandiera)                            | PG    | Tommy Pianegonda   | 2002 | 186 cm | 70 kg  |  |
| 24 | Italia (bandiera)                            | G     | Andrea Cazzanti    | 2005 | 184 cm | 72 kg  |  |
| 42 | Italia (bandiera)                            | A     | Leonardo Cavicchi  | 2004 | 197 cm | 82 kg  |  |
| 91 | Italia (bandiera)                            | GA    | Alessandro Amici   | 1991 | 200 cm | 95 kg  |  |

| Allenatore                                                                                  |
| - Spiro Leka                                                                                |
| Assistente/i                                                                                |
| - Marco Carretto - Nando Maione Legenda - (C) Capitano - (IN) Inattivo - Infortunato Roster |

### Staff
- Allenatore: Spiro Leka
- Assistenti: Marco Carretto, Nando Maione
- Direttore sportivo: Spiro Leka
- Team Manager: Nicolò Galdi
- Medici: Alessandro Gildone e Luca Liverani
- Massofisioterapista: Mauro Arlotti
- Preparatore atletico: Andrea Schincaglia
- Responsabile logistica: Claudio Mandosso

## Organigramma societario
- Presidente: Marco Miozzi
- Direttore sportivo: Spiro Leka
- Direttore Operativo: Luigi Terrieri
- Addetto stampa: Lorenzo Montanari
- Responsabile comunicazione: Mauro Cavina
- Fotografo ufficiale: Gian Luca Teodorini